# Paolo Angioni
Paolo Angioni (Cagliari 22 januari 1938 – 17 augustus 2025) was een Italiaans ruiter. Hij nam als ruiter deel aan eventing. Angioni was onderdeel van het Italiaanse team dat de gouden medaille in de landenwedstrijd eventing tijdens de Olympische Zomerspelen 1964.
Angioni overleed op 17 augustus 2025 op 87-jarige leeftijd.

## Resultaten
- Olympische Zomerspelen 1964 in Tokio 11e individueel eventing met King
- Olympische Zomerspelen 1964 in Tokio  landenwedstrijd eventing met King
- Olympische Zomerspelen 1968 in Mexico-Stad 23e individueel eventing met King
- Olympische Zomerspelen 1968 in Mexico-Stad uitgevallen landenwedstrijd eventing met King

1912: Nordlander, Adlercreutz, Casparsson,  Horn af Åminne ·
1920: Mörner, Lundström, von Braun,  Dyrsch ·
1924: Van der Voort van Zijp, Pahud de Mortanges, De Kruijff,  Colenbrander ·
1928: Pahud de Mortanges, De Kruijff, Van der Voort van Zijp ·
1932: Thomson, Chamberlin, Argo ·
1936: Stubbendorf, Lippert, von Wangenheim ·
1948: Henry, Anderson, Thomson ·
1952: von Blixen-Finecke, Stahre, Frölén ·
1956: Weldon, Rook, Hill ·
1960: Morgan, Lavis, Roycroft ·
1964: Checcoli, Angioni, Ravano ·
1968: Allhusen, Meade, Jones ·
1972: Meade, Gordon-Watson, Parker, Phillips ·
1976: Coffin, Plumb, Davidson, Tauskey ·
1980: Blinov, Salnikov, Volkov, Rogosjin ·
1984: Plumb, Stives, Fleischmann, Davidson ·
1988: Erhorn, Baumann, Kaspareit, Ehrenbrink ·
1992: Green, Rolton, Hoy, Ryan ·
1996: Schaeffer, Rolton, Hoy, Dutton ·
2000: Dutton, Hoy, Tinney, Ryan ·
2004: Boiteau, Lyard, Courrèges, Teulère, Touzaint ·
2008: Thomsen, Ostholt, Dibowski, Klimke, Romeike ·
2012: Auffarth, Jung, Klimke, Schrade, Thomsen ·
2016: Laghouag, Lemoine, Nicolas, Vallette ·
2020: Collett, McEwen, Townend ·
2024: Canter, Collett, McEwen
- International Standard Name Identifier: 0000 0000 2036 796X
- Library of Congress Control Number: n80120684
- Istituto Centrale per il Catalogo Unico: CFIV216103
- Virtual International Authority File: 11153010
- WorldCat: E39PBJmDfphFCmhwPmfj7v9bh3